# ميشيلا بريز
ميشيلا بريز (بالإنجليزية: Michaela Breeze) هي رباعة بريطانية، ولدت في 17 مايو 1979 في واتفورد في المملكة المتحدة.

## وصلات خارجية
- ميشيلا بريز على موقع الاتحاد الدولي (الإنجليزية)
- ميشيلا بريز على موقع IAT Database Weightlifting (الألمانية)
- ميشيلا بريز على موقع اللجنة الأولمبية الدولية (الإنجليزية)
- ميشيلا بريز على موقع أوليمبيديا (الإنجليزية)
- ميشيلا بريز على موقع اللجنة الأولمبية البريطانية (الإنجليزية)
- ميشيلا بريز على موقع اتحاد ألعاب الكومنولث (مؤرشف) (الإنجليزية)
- ميشيلا بريز على موقع دورة ألعاب الكومنولث 2006 (مؤرشف) (الإنجليزية)